# Henry S. Reuss
Henry Schoellkopf Reuss (22 de febrero de 1912 - 12 de enero de 2002) fue un representante demócrata de Estados Unidos por Wisconsin.

## Biogradia
Henry Schoellkopf Reuss nació en Milwaukee, Wisconsin. Era hijo de Gustav A. Reuss (pronunciado Royce ) y Paula Schoellkopf (n. 1876). Era nieto de un presidente de banco de Wisconsin que había emigrado a los Estados Unidos desde Alemania en 1848. Tanto su madre como su tío, Henry Schoellkopf (1879-1912), eran nietos de Jacob F. Schoellkopf (1819-1899), un pionero en el aprovechamiento de la energía hidroeléctrica de las cataratas del Niágara.
Creció en la sección alemana de Milwaukee. Reuss obtuvo su licenciatura en la Universidad de Cornell en 1933 y fue miembro de la Sphinx Head Society. Posteriormente obtuvo su licenciatura en Derecho. Licenciado en Derecho por la Facultad de Derecho de Harvard en 1936.

## Carrera
Fue abogado en ejercicio privado y ejecutivo de empresas. Se desempeñó como abogado adjunto corporativo del condado de Milwaukee, Wisconsin, de 1939 a 1940 y como abogado de la Oficina de Administración de Precios de los Estados Unidos de 1941 a 1942.
En 1950, abandonó el Partido Republicano debido a su antipatía hacia el senador Joseph McCarthy. Como demócrata, Reuss libró una campaña electoral primaria infructuosa para convertirse en el oponente de McCarthy en las elecciones generales de 1952. Asistió a la Convención Nacional Demócrata de 1952 como delegado suplente.
Se desempeñó como miembro de la junta escolar de Milwaukee de 1953 a 1954. Se desempeñó como miembro del comité asesor jurídico de la Junta de Recursos Naturales de los Estados Unidos entre 1948 y 1952. Fue candidato sin éxito a la alcaldía de Milwaukee en 1948 y 1960, perdiendo ante Frank Zeidler y Henry Maier, respectivamente.
Reuss fue elegido como demócrata desde el distrito 5 hasta el 84.º y los trece congresos siguientes (3 de enero de 1955 – 3 de enero de 1983). Se desempeñó como presidente del Comité de Banca, Moneda y Vivienda del 94º Congreso. Se desempeñó como presidente del Comité de Banca, Finanzas y Asuntos Urbanos en los Congresos 95º y 96º. Se desempeñó como presidente del Comité Económico Conjunto en el 97º Congreso. Entre sus muchos ayudantes, los más importantes fueron Donald y Sara Robinson a lo largo de su carrera en el Congreso. 
Los líderes y candidatos demócratas solicitaban con frecuencia a Reuss sus comentarios sobre las políticas y acciones de las administraciones de Nixon y Ford.  Eso y su presidencia del Subcomité de Conservación y Medio Ambiente del Comité de Operaciones Gubernamentales de la Cámara de Representantes lo convirtieron en un héroe para los liberales y los progresistas.
Después de las aplastantes victorias demócratas en el Congreso en 1974 tras el escándalo Watergate, Reuss derrotó al más veterano Wright Patman de Texas como presidente del Comité Bancario de la Cámara de Representantes. Se opuso a la guerra de Vietnam y apoyó la campaña del senador estadounidense Eugene J. McCarthy para la nominación presidencial demócrata de 1968. Se desempeñó como delegado general de McCarthy en la Convención Nacional Demócrata de ese año.
No fue candidato a la reelección al 98º Congreso en 1982. Después de retirarse del Congreso, continuó donando a las campañas demócratas, incluidas las campañas del senador Russ Feingold y Paul Tsongas en 1992. La señora Reuss también fue una donante activa de los demócratas y grupos relacionados.

## Vida personal

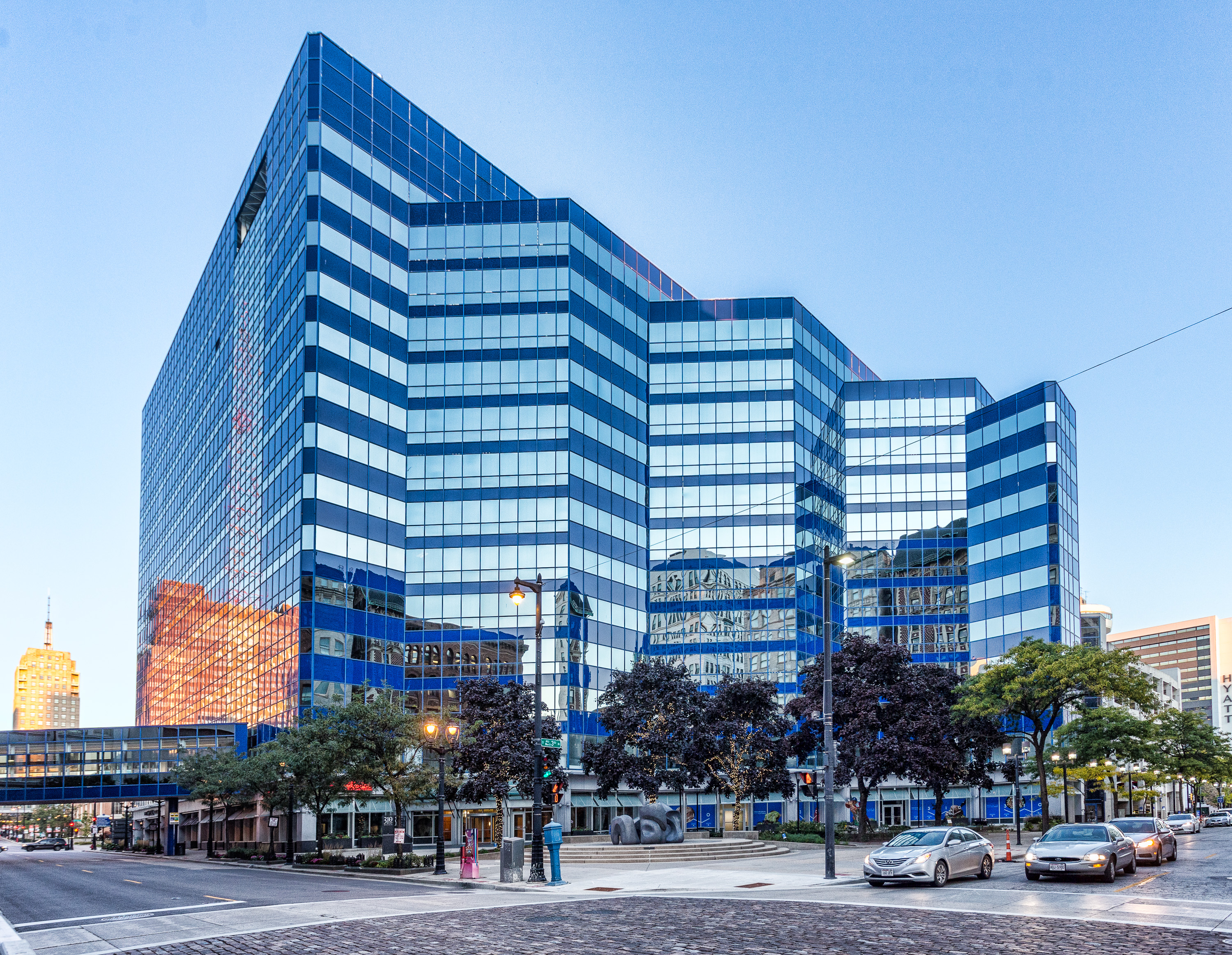
La antigua Reuss Federal Plaza en Milwaukee

En 1942 se casó con Margaret Magrath (c. 1920-2008). Fue alumna del Bryn Mawr College y obtuvo una maestría en la Universidad de Chicago en 1944 y un doctorado en la Universidad George Washington en 1968, ambos en economía. Trabajó en la Oficina de Administración de Precios en la década de 1940 y enseñó en el Federal City College desde 1970. FCC fue parte de la fusión para crear la Universidad del Distrito de Columbia en 1977, y continuó enseñando allí hasta que se jubiló en 1985, como directora del departamento. Trabajó para la alcaldesa Marion Barry en varias funciones, apoyó a la Comunidad para la No Violencia Creativa, a Emily's List y a varios demócratas. Tuvieron cuatro hijos, siete nietos y ocho bisnietos.
Durante su jubilación, el señor y la señora Reuss pasaron mucho tiempo viviendo en el “desconocido sur de Francia”, título de su Guía para aficionados a la historia de Harvard de 1991. Se trata de un libro de bolsillo encantador y erudito, probablemente escrito en gran parte por Margaret, a juzgar por el estilo, y refleja un amor por Francia y el vigor reussiano de estudio y exploración.

### Legado
Durante 20 años, a partir de 1983, un edificio de oficinas de 14 pisos en Milwaukee se llamó Reuss Federal Plaza (más tarde se llamó The Blue y desde 2019, 310W). El Centro de la Edad de Hielo Henry Reuss del Servicio de Parques Nacionales está situado cerca de Dundee, Wisconsin.